# 矢吹光頼
矢吹 光頼（やぶき みつより）は、戦国時代から安土桃山時代にかけての武将。陸奥石川氏の家臣。

## 略歴
矢吹行重の子として誕生。矢吹氏は陸奥石川氏の一門で袖ヶ城を居城とした。
光頼は石川昭光の家老を務めたといわれる。天正5年（1577年）4月、石川氏の一族・浅川義純が佐竹氏に反逆するが失敗し、居城の浅川城を追われたため、浅川城は昭光に預けられ、城代として光頼が入った。天正10年（1582年）頃には浅川義純・豊純父子が浅川城に復帰している。
天正17年（1589年）10月の伊達政宗による二階堂氏攻略の際には、石川昭光と共に須賀川城攻めに協力し、落城後は昭光が須賀川城主となり、城代として光頼が須賀川城に入城した。
天正18年（1590年）、豊臣秀吉による小田原征伐が起こると、その後の奥州仕置により、主家の石川氏は改易とされ、矢吹氏は伊達氏に従って角田へ移ったという。